# النسوية المتشككة
النسوية المتشككة: تحقيق فلسفي (1980؛ الطبعة الثانية 1994) هو كتاب عن النسوية من تأليف الفيلسوفة جانيت رادكليف ريتشاردز.

## ملخص
تدافع ريتشاردز عن النسوية الليبرالية ضد كلًا من مناهضي-النسوية والنسويين المتطرفين. وتجادل أن النسوية لا يجب أن تهتم بإفادة مجموعةٍ خاصةٍ من الناس (النساء) وإنما بإزالة نوع معين من الظلم.

## تاريخ النشر
النسوية المتشككة نشر لأول مرة عن طريق دار نشر روتلدج وكيجان بول في عام 1980. وفي عام 1982، نشر في دار نشر بيليكان بوكس. وفي عام 1991، أعيدت طباعته في بينجوين بوكس. وفي عام 1994، نُشر الكتاب بمقدمةٍ جديدة وتذيليين جديدين.

## الاستقبال
كان النسوية المتشككة ذا تأثيرٍ كبير، لكن تم انتقاده على أنه «منافيٍ في فهمه لطبيعة اضطهاد النساء، وغير جذري بالشكل الكافي في الحلول التي يقدمها.» كتبت سوزان ميندس أن ريتشاردز قدمت القليل من النقاش فيما يخص انعدام المساواة في القوة التي تؤدي تبعًا إلى الظلم، وتقبلت أن «عمل المرأة» أقل إشباعًا و قيمةً من العمل خارج المنزل، معلقةً، «نسوية ريتشاردز منطقية أكثر منها أيدلوجية، عقلية أكثر منها احتفالية.» كان الكتاب محط جدلٍ داخل و خارج نطاق النسوية، فيما يخص مقاييس و معايير العقلانية، الأزياء و الموضة، و موقف ريتشاردز الليبرالي.
أعربت الفيلسوفة كريستينا هوف سومرز عن اتفاقها مع بعض قضايا ريتشاردز في من سرق النسوية؟ (عام 1994).
تلقى النسوية المتشككة مراجعةً إيجابية من الفيلسوف أنتوني فلو في الفلسفة الربعية. وروجع الكتاب من قِبَل إيميلي ستوبر في النساء والسياسة، وكريستينا بوش في علم الاجتماع و البحث الاجتماعي.
اعتبر فلو الكتاب ممتازًا ولربما الأفضل في موضوعه، حيث أن المحتوى يتعلق بأسئلة عن الأخلاق في العموم كما في النسوية على وجه الخصوص. لكنه مع ذلك اعتبر فصلًا واحدًا «ملطخًا» إلى حدٍ ما بإقحام أفكار جون رولز عن العدالة، والتي في اعتقاده، لم تفهمها ريتشاردز تمامًا، و انتقد ريتشاردز لعدم تخصيص المزيد من المساحة لنقد النسويين الماركسيين.